# Kladenka
Die Kladenka ist ein rechter Nebenfluss der Olšava in Tschechien.

## Geographie
Die Kladenka entspringt in der Vizovická vrchovina bei Petrůvka am Südwesthang der Hranice (516 m). Auf seinem Lauf gegen Südwesten durchfließt der Bach die Ortschaften Kladná Žilín, Přečkovice und Kvašňová. In Nezdenice mündet die Kladenka in die Olšava.
Die Kladenka hat eine Länge von 13,2 km, ihr Einzugsgebiet beträgt 37,2 km².

## Zuflüsse
- Třešňůvka (l), bei Kvašňová
- Rudický potok (r), bei Záhorovice